# Aéroport de Kalmar
L'aéroport de Kalmar (code IATA : KLR • code OACI : ESMQ) est un aéroport dans le sud-est de la Suède. Il est situé à 5 kilomètres à l'ouest de Kalmar. L'aéroport était auparavant une base de la Force aérienne suédoise. Il appartient et est géré par la commune de Kalmar.

## Situation

### Carte des aéroports de Suède
| \| 50 km1:2 974 000 \| Montagnes · Sälen Ängelholm–Helsingborg Åre Östersund Arvidsjaur Borlänge Gällivare Göteborg-Landvetter Hagfors Halmstad Hemavan Tärnaby Jönköping Kalmar Karlstad Kiruna Kramfors-Sollefteå Linköping Luleå Lycksele Malmö Mora-Siljan Norrköping Örnsköldsvik Örebro Pajala Ronneby Skellefteå Stockholm-Arlanda Stockholm-Bromma Stockholm-Skavsta Stockholm-Västerås Sundsvall-Timrå Sveg Torsby Trollhättan–Vänersborg Umeå Växjö Vilhelmina Visby |
| 50 km1:2 974 000 |

## Statistiques
Pour des raisons techniques, il est temporairement impossible d'afficher le graphique qui aurait dû être présenté ici.

Voir la requête brute et les sources sur Wikidata.

## Compagnies aériennes et destinations
| Compagnies                  | Destinations      |
| --------------------------- | ----------------- |
| Air Dolomiti                | Francfort         |
| Braathens Regional Airlines | Stockholm-Bromma  |
| Scandinavian Airlines       | Stockholm-Arlanda |

Édité le 02/07/2018 Actualisé le 27/02/2023